# Meine Arbeit als Missionar in einer gottlosen Welt
Meine Arbeit als Missionar in einer gottlosen Welt (jap.: 神無き世界のカミサマ活動 Kaminaki Sekai no Kamisama Katsudō) ist eine Manga-Serie von Aoi Akashiro und Hangetsuban Sonshō, die seit 2019 in Japan erscheint. Die Geschichte wurde 2023 als Anime umgesetzt, die in mehrere Sprachen übersetzt wurde. Der Isekai-Manga erzählt von einem Jungen, der für einen Kult geopfert wurde und in einer anderen Welt wiedergeboren von der Göttin des Kultes begleitet und ihr Missionar wird.

## Inhalt
Yukito Urabe ist als Sohn eines Gurus aufgewachsen und war sein Leben lang den Ideen seines Vaters ausgeliefert, der stets an Yukito die Macht des Kultgottes Mitama vorführte. So konnte Yukito nie ein ruhiges Leben führen und wird nun schließlich für den Gott geopfert. Er wünscht sich, in einer Welt ohne Gott wiedergeboren zu werden – und genau das gelingt. Yukito erwacht in einem abgelegenen Dorf, in dem er fortan im Wirtshaus der beiden Schwestern Siruliru und Arularu lebt. Er verrichtet Feldarbeit, hilft aus und stellt zur Begeisterung des Dorfes Wein her. Roy, für den er zunächst ein Konkurrent um die beiden Mädchen war, wird ein guter Freund. Doch als Yukito mit ihnen das erste Mal in die Stadt geht, erfährt er von den dunklen Seiten dieser Welt: Alle Menschen müssen sich das Leben nehmen, wenn der Staat danach verlangt. Die Menschen im Dorf sind Ausgestoßene, die vor diesem System Angst haben. Als dann Siruliru und Arularu gerufen werden und getötet werden sollen, reist Yukito hinterher und will sie retten. Er geht dazwischen, aber alle werden von der Wache getötet. Doch dann erscheint Mitama, die Göttin des Kults von Yukitos Vater, in Gestalt eines kleinen Mädchens und erweckt alle wieder zum Leben.
Zwar sind die Frauen nun gerettet, aber das Dorf fürchtet die Rache des Staates. Mitama hat ihre Macht durch das eine Wunder verloren und noch keine Gläubigen gewonnen. Denn in dieser Welt sind Religion und Götter unbekannt. Damit sie das Dorf gegen die Armee verteidigen kann, will Yukito ihr Gläubige und damit Macht verschaffen und macht sich auf, der erste Missionar dieser Welt zu werden. Roy hat er schnell überzeugt, aber weitere Gläubige zu finden ist schwerer als gedacht. Als sie ihr todkrankes Haustier wiederbelebt, sind auch Siruliru und Arularu von der Macht Mitamas überzeugt.

## Veröffentlichung
Der Manga startete im Mai 2019 im Magazin Gekkan Hero's beim Verlag Hero's. Im Oktober 2020 endete die Serie dort und wechselte im November 2020 zum Magazin Wild Hero's. Die Kapitel wurden auch in bisher elf Sammelbänden veröffentlicht (Stand Juni 2025). Eine deutsche Fassung der Serie erscheint seit April 2023 bei Altraverse in bisher zehn Bänden (Stand Juli 2025). Die Übersetzung stammt von Tom Klotzsche. Unter dem Titel Kaminaki Sekai no Onee-chan Katsudō startete in Japan im November 2022 ein Ableger im Magazin Comiplex. Diese Serie wird gezeichnet von Tokisada Hayami.

## Animeserie
Bei Studio Palette entstand eine Umsetzung des Mangas als Anime für das japanische Fernsehen. Bei der Produktion führte Yuki Inaba Regie, das Drehbuch schrieb Aoi Akashiro. Das Charakterdesign entwarf Kaori Yoshikawa und die künstlerische Leitung lag bei Kōki Nagayoshi. Die Tonarbeiten leitete Keiichi Nozaki und für die Kameraführung war Ayako Otsuki verantwortlich. Bei den 3D-Animationen führte Kenichi Higaki Regie.
Im April 2022 wurde der Anime erstmals angekündigt. Die je 23 Minuten langen Folgen werden seit dem 5. April 2023 von den Sendern AT-X, Tokyo MX, Kansai TV, Saga TV und BS NTV in Japan ausgestrahlt. Parallel dazu findet eine internationale Veröffentlichung per Streaming auf der Plattform Crunchyroll statt. Neben Untertiteln in vielen Sprachen werden auch Synchronfassungen in Deutsch, Englisch, Französisch, Italienisch und Hindi angeboten.

### Synchronisation
Die deutsche Synchronfassung entstand bei TNT Media unter der Regie von Martin Irnich.
| Rolle        | Japanische Stimme (Seiyū) | Deutsche Stimme  |
| ------------ | ------------------------- | ---------------- |
| Yukito Urabe | Junya Enoki               | Christopher Kohn |
| Mitama       | Akari Kitō                | Sarah Alles      |
| Arularu      | Kana Hanazawa             | Jennifer Weiß    |
| Siruliru     | Sumire Uesaka             | Stefanie Masnik  |
| Roy          | Sho Fujisawa              | Fabian Kluckert  |
| Ricky        | Shintarou Tanaka          | Matthias Busch   |

### Musik
Die Musik der Serie komponierte Yasunori Iwasaki. Der Vorspann ist unterlegt mit dem Lied I wish von Rin Kurusu und das Abspannlied ist Steppin' Up Life! von Akari Kitō.